# Evalljapyx brevipalpus
Evalljapyx brevipalpus är en urinsektsart som beskrevs av Filippo Silvestri 1911. Evalljapyx brevipalpus ingår i släktet Evalljapyx och familjen Japygidae. Inga underarter finns listade i Catalogue of Life.